# Лебедь (приток Печоры)
Лебедь — река в России, течёт по территории городского округа Усинск Республики Коми. Устье реки находится в 3 км по правому берегу протоки Печоры Лебедь-Шар. Длина реки составляет 114 км. Площадь водосборного бассейна — 1260 км².

## Данные водного реестра
По данным государственного водного реестра России относится к Двинско-Печорскому бассейновому округу, водохозяйственный участок реки — Печора от впадения реки Уса до водомерного поста Усть-Цильма, речной подбассейн реки — Печора ниже впадения Усы. Речной бассейн реки — Печора.
Код объекта в государственном водном реестре — 03050300112103000074338.